# Tirà becplaner olivaci occidental
El tirà becplaner olivaci occidental (Rhynchocyclus aequinoctialis) és un ocell de la família dels tirànids (Tyrannidae). És nativa de l'extrem oriental d'Amèrica Central i del nord i oest d'Amèrica del Sud.

## Distribució i hàbitat
Es distribueix des de l'est de Panamà cap a l'est pel nord de Colòmbia fins al nord de Veneçuela, i cap al sud, a orient dels Andes, per Colòmbia, Equador, Perú, fins al centre nord de Bolívia i sud-oest de l'Amazònia brasilera.
Aquesta espècie és considerada des de poc comuna fins a localment comuna en el seu hàbitat natural, el dens sotabosc i l'estrat mitjà de selves humides de terres baixes i pantans, on afavoreix embullats de bambú, fins als 1000 m d'altitud.

## Sistemàtica
L'espècie R. aequinoctialis va ser descrita per primera vegada pel zoòleg britànic Philip Lutley Sclater el 1858 sota el nom científic Cyclorhynchus aequinoctialis; la localitat tipus és: «Riu Napo, Equador».

## Taxonomia
El grup politípic format per aquesta espècie i incloent-hi cinc subespècies més, era tractat com un grup de subespècies de l'actual tirà bec planer olivaci oriental (Rhynchocyclus olivaceus); però les classificacions Manual del Ocells del Món (HBW), Birdlife International (BLI), i més recentment el Congrés Ornitològic Internacional (IOC), i Clements checklist/eBird ho consideren com una espècie separada, amb base en diferències morfològiques, principalment de plomatge, i molt significatives de vocalització.
Les principals diferències morfològiques apuntades per HBW per justificar la separació són: les vores de les plomes de vol de color groc més brillant; les grans cobertores de les ales són groguenques i no ocre; el ventre té més quantitat de groc pàl·lid, que s'estén marginalment bé cap amunt fins al mig del pit. El cant difereix fortament, és una sèrie típicament amb cinc a deu xiulets, inicialment plans i espinosos, i que es tornen més purs i sonors, que s'acceleren i el timbre dels quals augmenta, contra el cant de R. olivaceus, que és una sèrie ràpida de notes molt animades el timbre de les quals disminueix.
La subespècie cryptus, descrita com a espècie plena per Simóes et al. (2021), és tractada com a subespècie per les principals classificacions. Al mateix estudi es va trobar que el complex Rhynchocyclus olivaceus/aequinoctialis, com definit és parafilètic respecte a Rhynchocyclus fulvipectus, i van proposar que les poblacions de la mateixa consten de quatre espècies diferents: Rhynchocyclus olivaceus (de la Mata Atlàntica de l'est del Brasil), Rhynchocyclus guianensis (de les Guaianas i de l'Amazònia oriental), Rhynchocyclus aequinoctialis (de l'est de Panamà, nord-oest de Colòmbia, i nord-oest de l'Amazònia), i la nova espècie descrita Rhynchocyclus cryptus (del sud-oest de l'Amazònia).
Segons les classificacions del Congrés Ornitològic Internacional (IOC) i Clements Checklist/eBird es reconeixen set subespècies:
- R. a. bardus (Bangs & Barbour, 1922) – est de Panamà i nord-oest de Colòmbia (nord de Chocó a l'est fins al sud de Bolívar).
- R. a. mirus (Meyer de Schauensee, 1950) – nord-oest de Colòmbia (sota vall de l'Atrato-San Juan i cap a l'interior des de la costa).
- R. a. flavus (Chapman, 1914) – nord i centre de Colòmbia (Santa Marta i Magdalena fins a l'oest de Meta) i nord de Veneçuela (a l'est fins a Aragua i oest d'Apure).
- R. a. jelambianus (Aveledo & Pérez, 1994) – nord-est de Veneçuela (Sucre, nord de Monagas).
- R. a. tamborensis (Todd, 1952) – riu Lebrija (Santander), al centre de Colòmbia.
- R. a. aequinoctialis (Sclater, 1858) – centre sud i sud-est de Colòmbia (Meta al sud fins a Putumayo i Amazones), est d'Equador, est de Perú, oest de Brasil al sud del riu Amazones (a l'est fins al riu Madeira) i centre nord de Bolívia (al sud de Bolívia).

- R. a. cryptus (Simões, Cerqueira, Peloso & Aleixo, 2021) – sud-oest de l'Amazònia des de l'est del Perú, i sud-oest de Brasil fins al nord de Bolívia.